# Bernhard Lewin
Bernhard Julius Lewin, född 16 november 1903 i Säbrå socken, död 23 februari 1979 i Haga, Göteborg, var en svensk orientalist.
Bernhard Lewin var son till boktryckerifaktorn Frans Julius Lewin. Efter studentexamen vid Härnösands högre allmänna läroverk 1923 blev han student vid Uppsala universitet där han avlade filosofie kandidatexamen. Sina ämnen – grekiska, semitiska språk och religionshistoria – hade Lewin tänkt sig lägga till grunden för teologiska studier men under inflytande av Karl Vilhelm Zetterstéen som var hans lärare valde han att helt satsa på de semitiska språken och särskilt arabiskan. Lewin blev 1931 filosofie licentiat, 1932 teologie kandidat och arbetade 1933–1939 som lärare vid Fjellstedtska skolan. Han blev 1938 docent i semitiska språk och filosofie doktor med en avhandling om två manuskript med äldre bibeltexter på arabiska. Lewin blev 1943 amanuens vid Uppsala universitetsbibliotek, förordnad amanuens där 1946 och bibliotekarie där 1947. Åren 1952–1970 var han professor i semitiska språk vid Göteborgs universitet.
Bernhard Lewin blev 1959 ledamot av Kungliga Vetenskaps- och Vitterhetssamhället i Göteborg och 1966 av Kungliga Vitterhets Historie och Antikvitets Akademien. Han är begravd på Kvibergs kyrkogård i Göteborg.